# San Nicolas (Batangas)
San Nicolas is een gemeente in de Filipijnse provincie Batangas op het eiland Luzon. Bij de laatste census in 2010 telde de gemeente bijna 21 duizend inwoners.

## Geografie

### Bestuurlijke indeling
San Nicolas is onderverdeeld in de volgende 18 barangays:
| - Abelo - Alas-as - Balete - Baluk-baluk - Bancoro - Bangin - Calangay - Hipit - Maabud North | - Maabud South - Munlawin - Pansipit - Poblacion - Pulang-Bato - Santo Niño - Sinturisan - Tagudtod - Talang |

## Demografie
San Nicolas had bij de census van 2010 een inwoneraantal van 20.599 mensen. Dit waren 1.553 mensen (8,2%) meer dan bij de vorige census van 2007. Ten opzichte van de census van 2000 was het aantal inwoners gegroeid met 4.321 mensen (26,5%). De gemiddelde jaarlijkse groei in die periode kwam daarmee uit op 2,38%, hetgeen hoger was dan het landelijk jaarlijks gemiddelde over deze periode (1,90%).

De bevolkingsdichtheid van San Nicolas was ten tijde van de laatste census, met 20.599 inwoners op 14,37 km², 1433,5 mensen per km².
Agoncillo · Alitagtag · Balayan · Balete · Batangas City · Bauan · Calaca · Calatagan · Cuenca · Ibaan · Laurel · Lemery · Lian · Lipa · Lobo · Mabini · Malvar · Mataasnakahoy · Nasugbu · Padre Garcia · Rosario · San Jose · San Juan · San Luis · San Nicolas · San Pascual · Santa Teresita · Santo Tomas · Taal · Talisay · Tanauan · Taysan · Tingloy · Tuy